# Ngoma Awards
Der Ngoma Award ist eine alljährlich verliehene Auszeichnung für sambische Künstler, mit der Talente des Landes Sambia geehrt werden.
Der Preis wird verliehen vom Sambischen Nationalrat für Kunst. Er ist vergleichbar den pan-afrikanischen Kora Awards.
Ngoma Awards werden verliehen in den Bereichen:
- Bildende Kunst – 4 Preise
- Drama – 4 Preise
- Straßentheater (Popular Theatre) – 2 Preise
- (Traditionelle) Musik und (traditioneller) Tanz – 3 Preise
- Videokunst – 3 Preise
- Zeitgenössische Musik – 6 Preise
- Literatur – 3 Preise

Im Mittelpunkt steht fast jedes Jahr die Musik. Die Auszeichnungen werden vergeben an den besten Sänger und die beste Sängerin, das beste Instrumentalensemble und den besten Chor, manchmal aber auch an weitere. Ihre Verleihung findet seit 1999 statt, für gewöhnlich in Lusaka. Der Anlass wird von populären Musikern und prominenten Politikern gern wahrgenommen, um sich zu zeigen. Doch abgesehen von ihrer wachsenden öffentlichen Bedeutung und den Bemühungen, ihr einen würdigeren Rahmen zu geben, bemängeln einige Leute, dass die Inszenierung der Preisvergabe gelegentlich ausgesprochen einfallslos sei. 